# The Ultimate Fighter 4 Finale
The Ultimate Fighter: The Comeback Finale fue un evento de artes marciales mixtas celebrado por Ultimate Fighting Championship el 11 de noviembre de 2006 en el Hard Rock Hotel and Casino, en Paradise, Nevada.

## Historia
Destacadas fueron las finales de The Ultimate Fighter 4, tanto en el peso medio como en el peso wélter.

## Resultados

### Tarjeta preliminar
- Peso medio: Martin Kampmann vs. Thales Leites

Kampmann derrotó a Leites vía decisión (unánime) (29–28, 29–27, 29–27).
- Peso medio: Charles McCarthy vs. Gideon Ray

McCarthy derrotó a Ray vía sumisión (armbar) en el 4:43 de la 1ª ronda.
- Peso medio: Scott Smith vs. Pete Sell

Smith derrotó a Sell vía KO (golpe) en el 3:25 de la 2ª ronda.
- Peso wélter: Pete Spratt vs. Jeremy Jackson

Spratt derrotó a Jackson vía sumisión (neck crank) en el 1:11 de la 2ª ronda.

### Tarjeta principal
- Peso medio: Jorge Rivera vs. Edwin DeWees

Rivera derrotó a DeWees vía TKO (golpes) en el 2:38 de la 1ª ronda.
- Peso ligero: Din Thomas vs. Rich Clementi

Thomas derrotó a Clementi vía sumisión (rear-naked choke) en el 3:11 de la 2ª ronda.
- Peso medio: Travis Lutter vs. Patrick Côté

Lutter derrotó a Côté vía sumisión (armbar) en el 2:18 de la 1ª ronda para convertirse en el ganador de The Ultimate Fighter 4 de peso medio y ganar la oportunidad de pelear por el título de peso medio ante Anderson Silva en UFC 67.
- Peso wélter: Matt Serra vs. Chris Lytle

Serra derrotó a Lytle vía decisión (dividida) (30–27, 30–27, 27–30) para convertirse en el ganador de The Ultimate Fighter 4 de peso wélter y ganar la oportunidad de pelear por el título de peso wélter en UFC 69.

## Premios extra
Los siguientes peleadores recibieron los tradicionales premios extra:
- Pelea de la Noche: Scott Smith vs. Pete Sell
- Sumisión de la Noche: Travis Lutter